# Salticus latidentatus
Salticus latidentatus är en spindelart som beskrevs av Roewer 1951. Salticus latidentatus ingår i släktet Salticus och familjen hoppspindlar. Inga underarter finns listade i Catalogue of Life.